# Kempisch dok

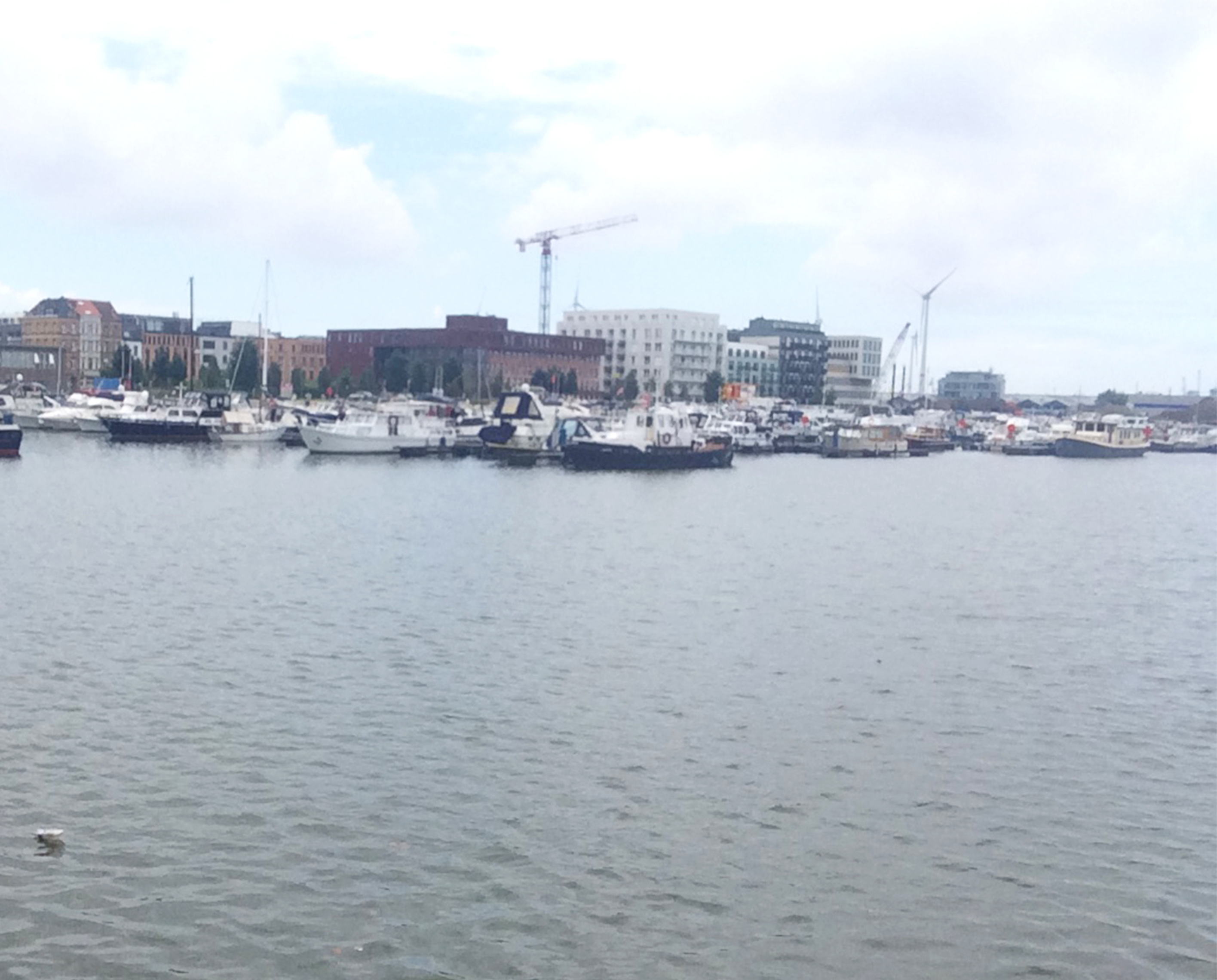
Kempisch dok te Antwerpen

Het Kempisch dok ligt in Noord-Antwerpen en ligt in de noord-zuidrichting. Het staat in verbinding met het Houtdok (ook Mexicodok), waar vroeger de Kempischebrug lag, met 15 breedte doorgang. Het Kempische dok werd in 1873 gegraven en is 334,50 meter lang, 150 meter breed en 3,33 meter diep. Het Kempische dok is voorzien van oeverhellingen en in ca. 1920 begon de bouw van de noordwest kaaimuren en inham 33 m/48 m x 16 m voor de verscheping van huisvuil en beer per lichter van de Openbare Reinigingsdienst, kortom de "Mestpacht". Later, rond 1970 werden het kaaimuren aan de zuid- en oostkant.
Het Kempisch dok is nu een jachthaven waarvan de aanlegsteigers in november 2006 werden gebouwd. Aan de oostkade, het Kempischdok-Oostkaai, zijn hangars en pakhuizen. Aan de kaai, tussen 33 A en 34 B, liggen binnenschepen op ligdagen, in afwachting op een vrachtreis.
Aan de kaai 35 A en 35 B, het Kempischdok-Zuidkaai, liggen enkele schepen die niet meer varen, zoals o.a. de voormalige piratenzender, het Radio-"Veronica"-schip de Norderney. Eind jaren 60 werden deze piratenzenderschepen uit de ether gehaald, doordat ze toch zendmachtiging kregen en niet meer buiten de internationale territoriale wateren moesten uitzenden. Buiten "Veronica" waren nog de piratenzenderschepen, de Britse radio-"Caroline", de Belgische radio-"Uilenspiegel, die tijdens een zware storm van zijn ankerkettingen losbrak en op de kust van Cadzand strandde en radio "Miamigo". Nu is het "Veronica"-schip voorgoed afgemeerd als discotheek-dancing. Aan de kade zijn ruime parkeerplaatsen voor overnachtende vrachtwagens voorzien. Daar is de kade heraangelegd met boompjes en zitbanken. Op de Westkade, Kempischdok-Westkaai zijn de bijeenkomstlokalen voor havenarbeiders. Hier krijgen ze orders waar ze moeten werken, aan één der nummeringen van de havendokken.
Nog aan de westkade, langs de Binnenvaartstraat zijn nu grote parkeergelegenheden voor overnachtende vrachtwagens. Met de aanleg van de jachthaven aan deze zijde zullen ze mettertijd moeten verdwijnen. Aan deze straat staat het moderne rode bakstenen, en imposante rusthuis en serviceflatgebouw, de "Gouden Anker". In november 2005 was het pas klaar, maar binnen moest het nog afgewerkt worden, terwijl er al enkele oudere koppels en ouderlingen verbleven. Nu, een jaar later, is het complex zo goed als klaar. Aan de Madrasstraat zijn alle houten hangars afgebroken voor nieuwe projecten.
Op de Antwerpse rechteroever van de Schelde:
Albertdok · Amerikadok · Asiadok · Bevrijdingsdok · Bonapartedok · Churchilldok · Derde Havendok · Eerste Havendok · Graandok · Hansadok · Houtdok · Industriedok · Kanaaldok · 
Kattendijkdok · Kempisch dok · Kooldok · Leopolddok · Lobroekdok · Margueriedok · Marshalldok · Noordschippersdok · Petroleumdok · Sasdok · Schippersdok · Schuildok voor Lichters · Siberiadok · Steendok · Straatsburgdok · Suezdok · Tweede Havendok · Verbindingsdok · Vierde Havendok · Vijfde Havendok · Willemdok · Zesde Havendok · Zuiderdokken
Op de Oost-Vlaamse linkeroever van de Schelde:
Deurganckdok · Doeldok · Noordelijk Insteekdok · Saeftinghedok · Verrebroekdok · Vrasenedok · Waaslandkanaal · Zuidelijk Insteekdok